# Ернст Шнепенхорст
Ернст Шнепенхорст (на немски: Ernst Schneppenhorst) е германски политик и борец от съпротивата, участвал в опита за убийство на фюрера Адолф Хитлер от 20 юли 1944 г.

## Биография
Шнепенхорст е роден в Крефелд. След професионалното си дърводелско обучение, той пътува като калфа през Германия, Австрия, Унгария, Италия и Швейцария, преди да се засели в Нюрнберг. През 1906 г. става член на съюза на работниците и по-късно секретар на Съюза.
Той е член на баварския парламент от 1912 до 1920 г., през 1918 г. става лидер на генералното командване на III Кралски баварски корпус. През следващите години той построява оптичен институт и е член на Райхстага от 1932 до 1933 г. През 1933 г. оптичният институт е национализиран от нацистите, а Шнепенхорст е лишен от свобода през 1937 г. След това е член на профсъюзната съпротива при Вилхелм Лойшнер.
Задържан отново през 1939 г., а след неуспешния заговор от 20 юли е пратен в концентрационния лагер Ораниенбург и след това прехвърлен в затвора Лефтер в Берлин. На 24 април 1945 г. той е екзекутиран от команда на СС.